# James Ward-Prowse
James Michael Edward Ward-Prowse (ur. 1 listopada 1994 w Portsmouth) – angielski piłkarz, występujący na pozycji pomocnika w angielskim klubie Nottingham Forest, do którego jest wypożyczony z West Hamu oraz reprezentant Anglii.

## Życie prywatne
Ward-Prowse urodził się w Portsmouth. Jego rodzina kibicuje Portsmouth, ale w wieku 8 lat dołączył do akademii Southamptonu.

## Kariera klubowa

### Wczesna kariera

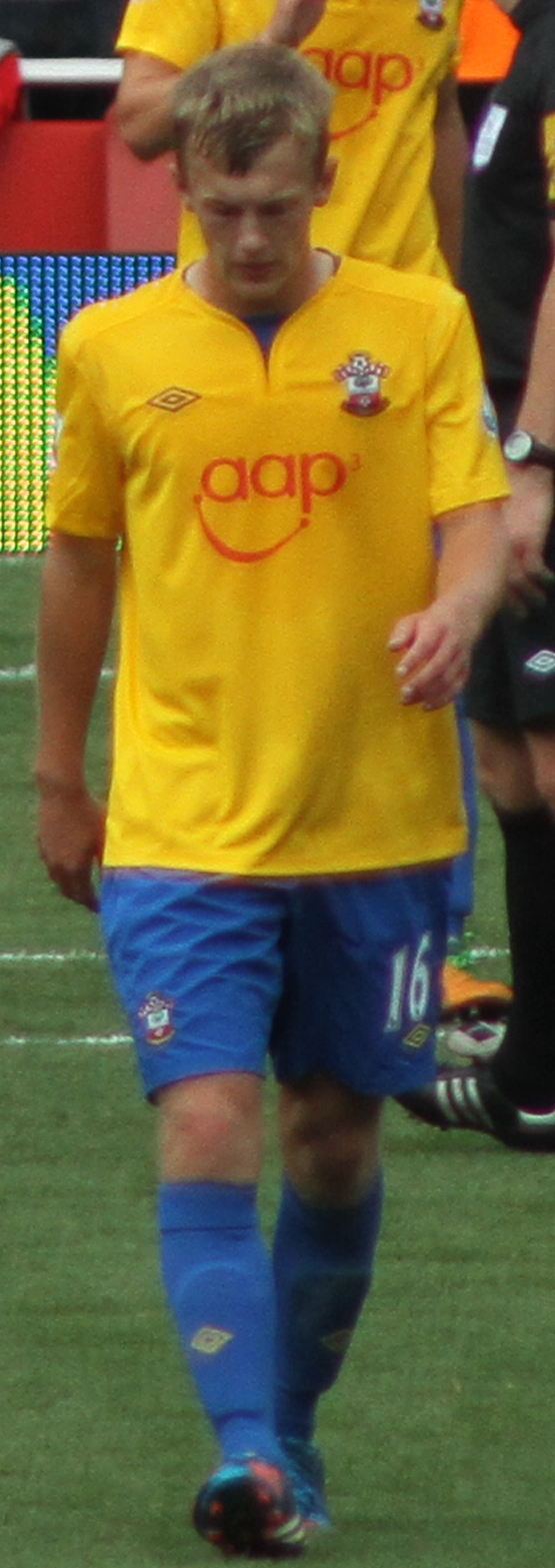
Ward-Prowse w 2012 roku

James Ward-Prowse po dołączeniu do akademii Southampton w sezonie 2010/11 grał w kategorii wiekowej U-18, zanim został włączony do pierwszej drużyny.

### Pierwsza drużyna
W październiku 2011 roku po raz pierwszy został powołany do pierwszej drużyny na mecz Pucharu Ligi Angielskiej z Crystal Palace. W swoim drugim meczu zdobył bramkę w starciu z Coventry City, przyczyniając się do zwycięstwa swojej drużyny 2-1 i awansu do czwartej rundy FA Cup. 
Ward-Prowse wraz z Southampton awansował do Premier League w 2012 roku. Klub zaproponował mu grę w dorosłej kadrze wraz z: Jackiem Stephensem, Lukiem Shawem i Calumem Chambersem.
19 sierpnia 2012 zadebiutował w Premier League przeciwko Manchesterowi City, a w 66 minucie został zmieniony. Nigel Adkins po meczu podkreślił, że młody Anglik zagrał bardzo dobre spotkanie. W listopadzie po ukończeniu 18 lat podpisał nowy kontrakt z drużyną Świętych. W trakcie sezonu pełnił głównie rolę rezerwowego, co jak sam przyznał nie spodobało mu się. 
Pod wodzą nowego trenera Mauricio Pochettino zagrał w pierwszej kolejce nowego sezonu w meczu z West Bromwich Albion.
W następnym spotkaniu z Sunderlandem zagrał przez 90 minut i zaliczył asystę, dośrodkowując z rzutu wolnego na głowę José Fonte. 
Ward-Prowse grał we wszystkich meczach kolejnego sezonu, do momentu kiedy doznał kontuzji, przez co pauzował 10 tygodni. W styczniu 2015 roku podpisał nowy 5,5-letni kontrakt. W dniu 11 kwietnia zdobył debiutancką bramkę na boiskach Premier League, otwierając wynik spotkania w meczu z Hull City. 2 maja dostał pierwszą czerwoną kartkę w starciu z graczem Sunderlandu Jermainem Defoe. 16 stycznia 2016 roku zdobył bramkę z rzutu wolnego, oraz jedno trafienie z rzutu karnego przeciwko West Bromwich. Łącznie w całym sezonie rozegrał 39 spotkań. 13 maja 2016 roku podpisał nowy 6-letni kontrakt z klubem.
25 września zdobył pierwszego gola w sezonie 2016/17 przeciwko West Hamowi United. Rozegrał także wszystkie mecze grupowe w Lidze Europejskiej, oraz wraz z drużyną zagrał na Wembley w finale Pucharu Ligi Angielskiej przeciwko Manchesterowi United. 7 kwietnia 2018 roku rozegrał swoje 200 spotkanie w barwach Świętych. W sezonie 2021/22 strzelił z Wolverhampton bramkę z rzutu wolnego.

## Kariera reprezentacyjna

### Reprezentacja młodzieżowa
W wieku 17 lat Ward-Prowse rozpoczął reprezentacyjną karierę, notując 7 występów między 2010 a 2011 rokiem. W 2012 roku występował w kadrze U-19, dla której zagrał cztery mecze, a w 2013 roku zagrał na Mistrzostwach Świata do lat 20. Rozegrał wszystkie z  trzech spotkań tego turnieju, lecz Anglicy nie wyszli z grupy. W sierpniu 2013 roku trener Gareth Southgate powołał Ward-Prowse'a do kadry U-21 na Mistrzostwa Europy przeciwko Mołdawii i Finlandii. 15 października 2013 roku zdobył swoją pierwszą bramkę w grupowym meczu przeciwko Litwie. Podczas Turnieju w Toulon w 2014 roku zdobył gola z rzutu rożnego. Bramka ta została uznana za gola turnieju, a Ward-Prowse został wybrany jednym z trzech najlepszych graczy turnieju. W kwietniu 2015 roku selekcjoner dorosłej reprezentacji Anglii Roy Hodgson powiedział, że Ward-Prowse jest perspektywicznym graczem i przyszłością dorosłej kadry. W czerwcu 2017 roku był kapitanem reprezentacji U-21 na młodzieżowych Mistrzostwach Europy w Polsce. Ostatecznie Anglicy przegrali w półfinale po rzutach karnych z późniejszym triumfatorem rozgrywek - reprezentacją Niemiec.

### Dorosła drużyna
16 marca 2017 roku dostał powołanie na mecz kwalifikacyjny do Mistrzostw Świata 2018 z Litwą i towarzyski przeciwko Niemcom.
17 marca 2017 roku zadebiutował w dorosłej kadrze Anglii w towarzyskim spotkaniu z reprezentacją Niemiec.

## Sukcesy

### Klubowe
Southampton
- Finalista Pucharu Ligi Angielskiej: 2017

### Reprezentacyjne
Anglia U-21
- Turniej w Toulonie: 2016